# Galeodes testaceus
Espèce
Synonymes
- Galeodellus testaceus Roewer, 1960

Galeodes testaceus est une espèce de solifuges de la famille des Galeodidae.

## Distribution
Cette espèce est endémique d'Afghanistan. Elle se rencontre vers Karokh.

## Description
La femelle holotype mesure 25 mm.

## Publication originale
- Roewer, 1960 : Solifugen und Opilioniden, Araneae, Orthognathae, Haplogynae und Entelegynae (Contribution a l’étude de la faune d'Afghanistan, 23). Göteborgs Kungliga Vetenskaps- och Vitterhets-Samhälles handlingar, Göteborg, Ser. B, Matematiska och naturvetenskapliga skrifter, vol. 8, no 7, p. 1-53.